# ميوشي (توكوشيما)
مدينة ميوشي (بالإنجليزية: Miyoshi)‏ هي أحد المدن التابعة لمحافظة توكوشيما. تأسست رسميًا في 01/03/2006. ويقدر عدد سكانها بـ 32329 نسمة حسب تقدير مكتب الإحصاء الياباني لعام 2012. تبلغ مساحة ميوشي 721.48 كم2. بكثافة سكانية تبلغ 44.8 نسمة/كم2.

## توأمة
لميوشي (توكوشيما) اتفاقيات توأمة مع كل من:
- Ikeda, Hokkaido [الإنجليزية]‏
- Ikeda, Nagano [الإنجليزية]‏
- إكيدا
- Ikeda, Gifu [الإنجليزية]‏
- Ikeda, Kagawa [الإنجليزية]‏
- إكيدا
- شيبا [الإنجليزية]‏
- توتسوكاوا
- فولز سيتي

## معرض صور

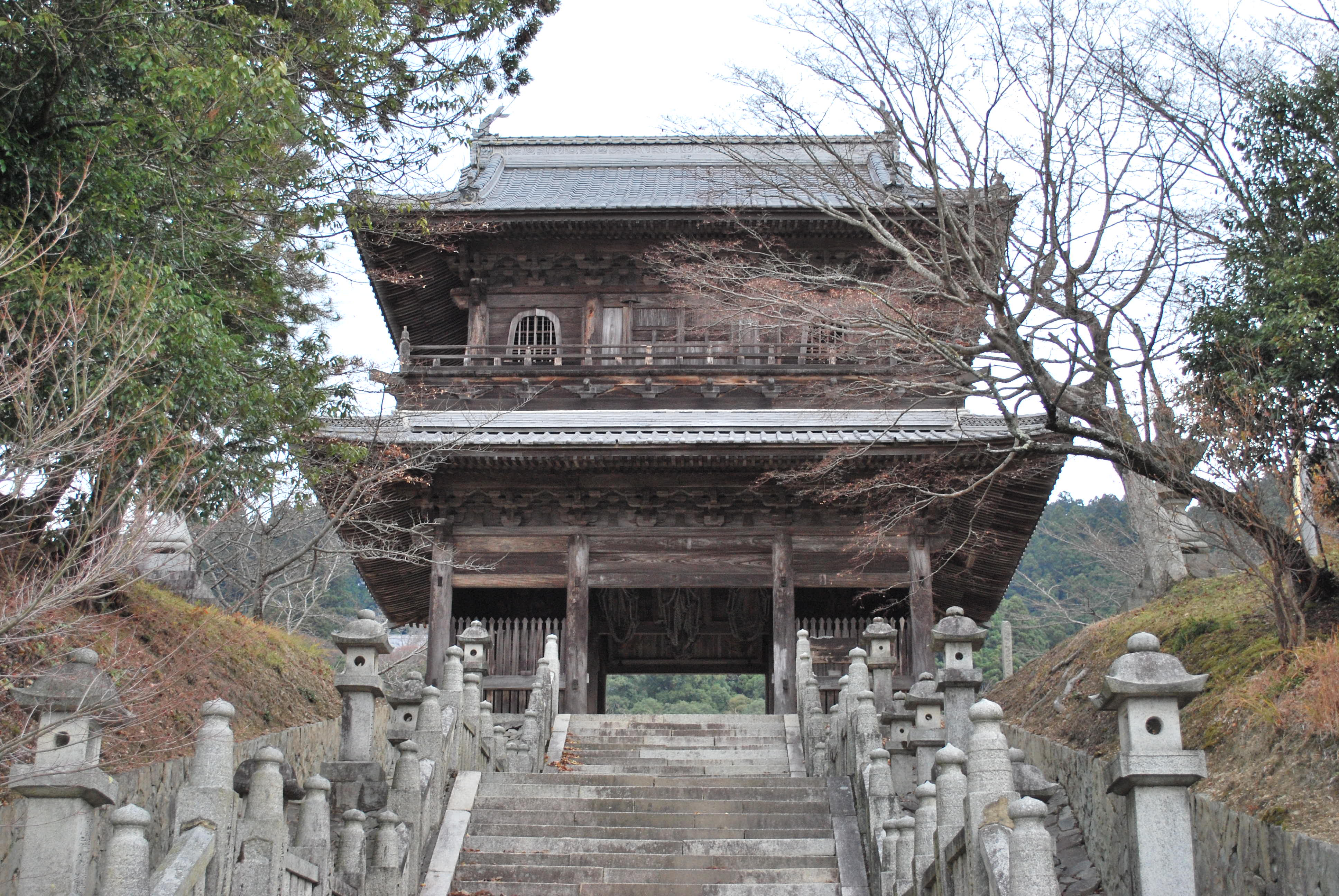
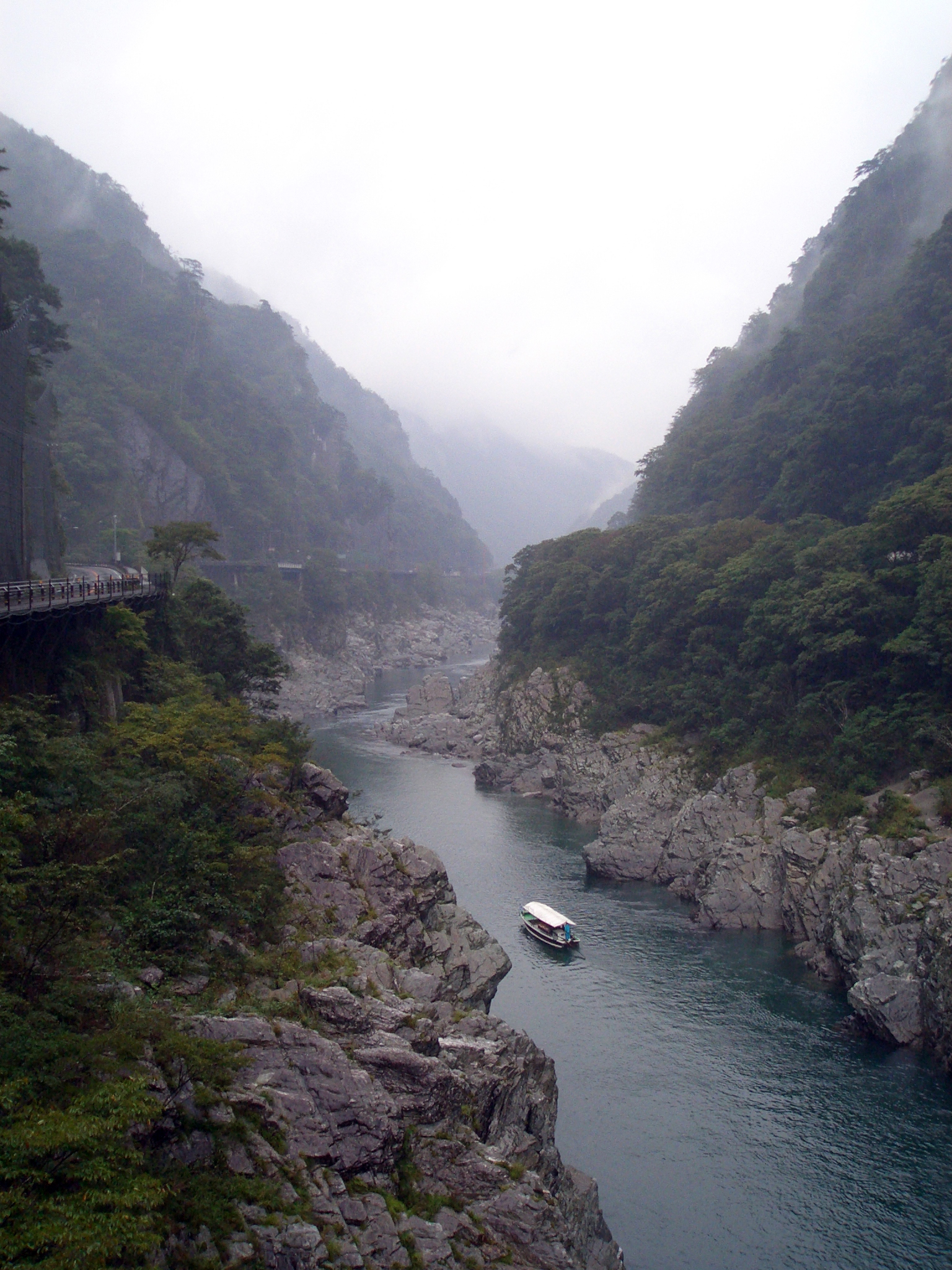
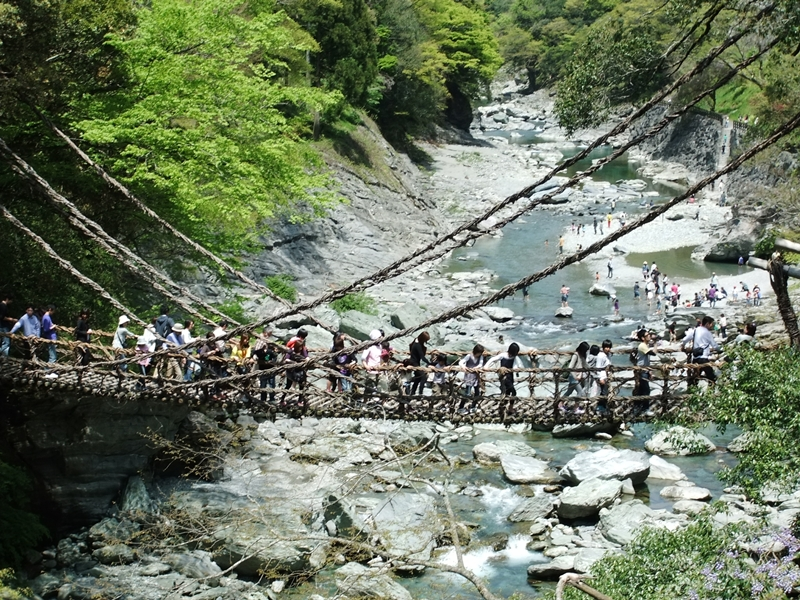
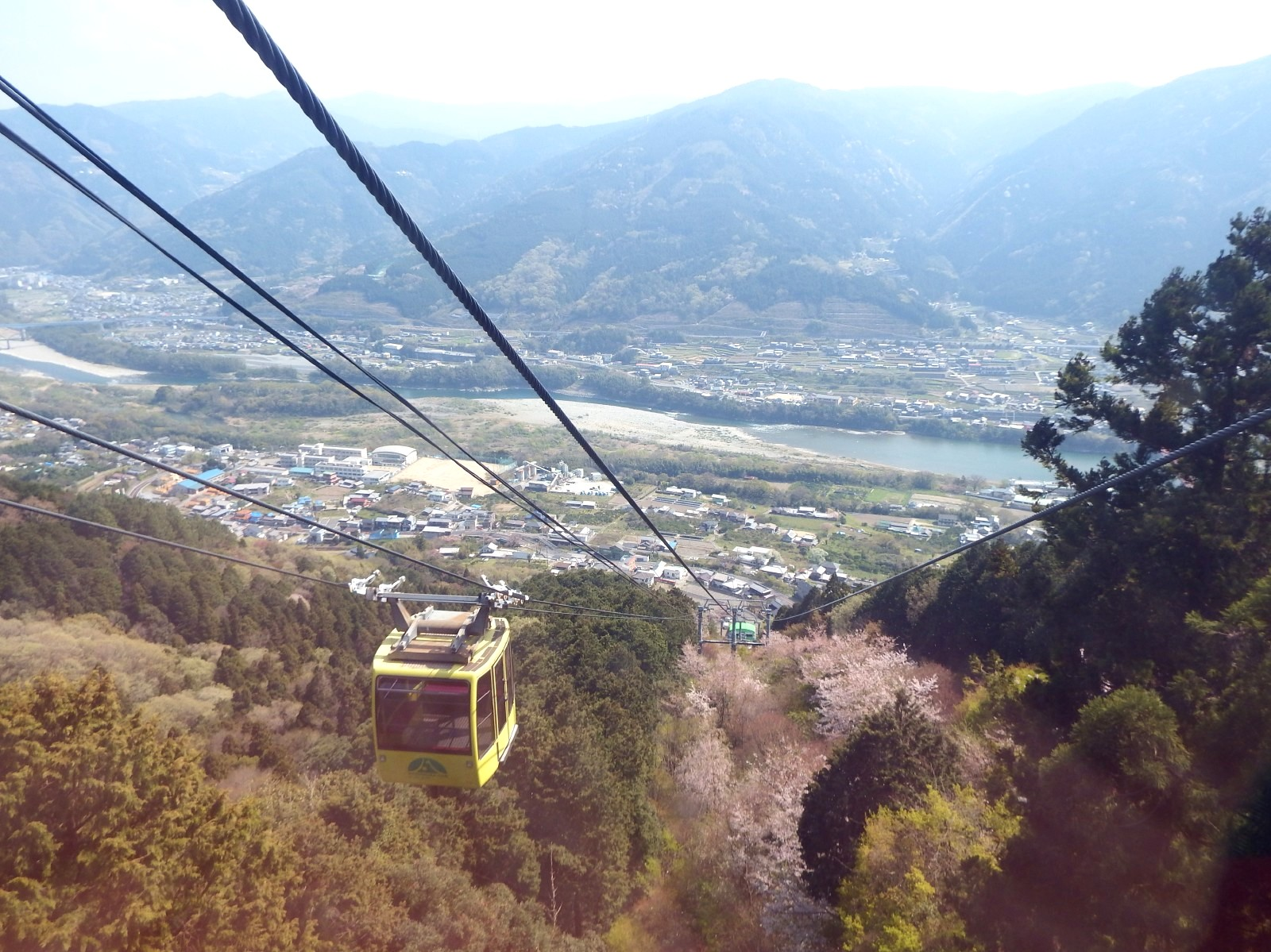